# Вучич, Мартин
Мартин Вучич (макед. Мартин Вучиќ; род. 7 августа 1982 в Скопье, Македония) — македонский поп-исполнитель.

## Биография
Мартин стал проявлять интерес к музыке ещё в раннем детстве. Он начал играть на барабанах в возрасте трёх лет, а к семи годам уже участвовал в музыкальных конкурсах для детей.
Свою музыкальную карьеру исполнитель начал, когда в 2002 впервые выступил на «Ohrid Fest» с песней «Рано ми је да се врзам». Музыкальный дебют исполнителя оказался удачным — тогда исполнитель занял второе место. Песня, исполненная на конкурсе, получила статус «Лучшей песни года» в Македонии. Следующим «шагом» для певца стало выступление на фестивале балканской музыки «Budva», где молодой исполнитель получил положительные отзывы критиков и журналистов, и был номинирован на премию «Лучший прорыв года-2002».
В 2005 Мартин представлял свою страну на конкурсе песни Евровидение 2005, проходившем в Киеве (Украина). Песня «Make my day» финишировала семнадцатой в финале. В следующем году он стал глашатаем от Македонии на этом конкурсе (объявлял результаты македонского зрительского голосования).
В 2007 исполнитель стал финалистом балканского музыкального конкурса «Sunčane Skale Festival», где он в дуэте с Гораном Караном исполнил композицию «Тише Куцај Срце Моје».
На данный момент Мартин Вучич записал три сольных альбома. В настоящее время проживает в Белграде, Сербия. Известен также и как член биг-бенда Македонского радио и телевиедния, а также как музыкант Македонской филармонии.

## Интересные факты
- Один из бэк-вокалистов Мартина (выступавших с ним на Евровидении), Влатко Илиевски, стал представителем Македонии на Евровидении 2011.

## Дискография

### Альбомы
- Рано je да се врзам (2004)
- Муза (2005)
- Македонски звуци (2008)

### Синглы
- Make My Day (2005)
- Тише Куцај Срце Моје (2006)
- Бибер и чоколада (2007)